# Suhum

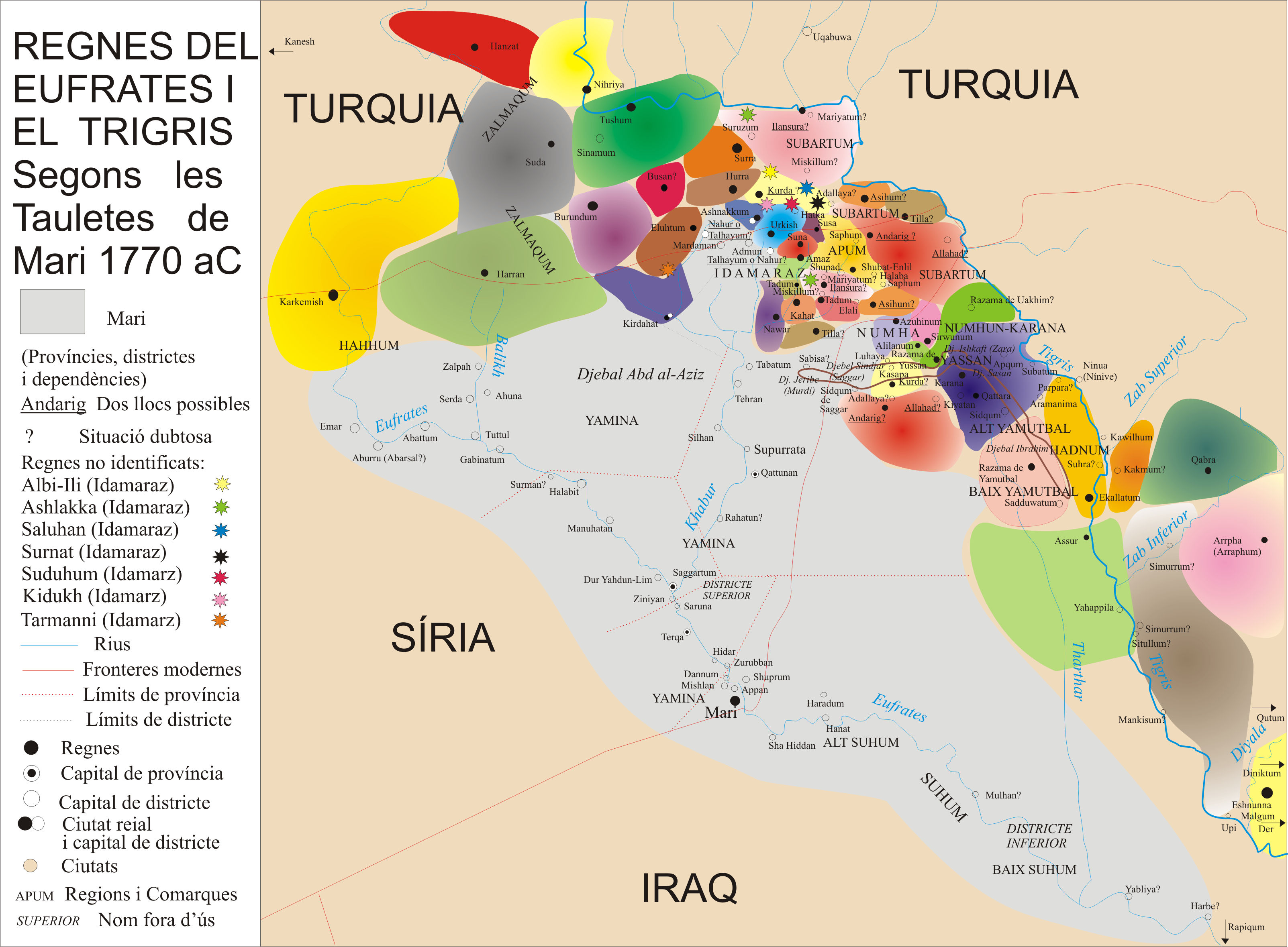
Mapa

Suhum (Sukhum) era el nom d'una regió que s'esmenta a les tauletes de Mari al segle xviii aC; als seus habitants se'ls anomena suheus. El nom s'aplicava al territori de la conca de l'Eufrates entre Mari i el territori de Babilònia i se subdividia en dues parts, l'Alt Suhum que tenia capital a Hanat, i el Baix Suhum que s'iniciava a la ciutat de Mulhan i acabava a Harbe.
Pertanyia a Eshnunna i tenia per seu del governador la ciutat de Rapiqum. Ixme-Dagan I va planejar un atac a la regió. Segons les tauletes el territori hauria passar sota domini del regne de Mari des de potser el 1771 aC amb la retirada d'Eshnunna que havia envaït territoris mariotes.
El domini de Mari va ser efímer; quan els elamites, que havien envaït Mari, van ser derrotats a Hiritum el rei de Mari Zimrilim va témer que els elamites es dirigissin cap a Suhum i intentessin revoltar la regió, però no fou així. Ja abans del 1760 aC havia caigut en mans dels babilonis que havien penetrat a la regió com aliats de Mari en la lluita contra Elam; aquestos canvis de sobirania no obstant foren incruents i l'arqueologia no mostra signes d'alteració de la vida local.